# 정년
정년(停年, 영어: retirement age)은 어떤 일정한 연령에 이르면 퇴직·퇴임하도록 정해져 있는 나이를 말한다. 정치인과 관료들은 인구통계학, 재정, 기대수명, 노동력 공급 등을 고려해 정년을 결정한다.

## 국가별 정년
- 일본 : 60세

일본은 정년은 2017년 6월 현재 60세이다. 저출산과 고령화로 인해 정년을 60세에서 65세로 늦추는 논의가 진행 중이다. 2015년 9월 정부는 '1억 총활약사회' 계획을 발표하며 정년을 늦추고자 했으나 기업의 반발로 무산됐다.

## 같이 보기
- 퇴직
- 퇴직금
- 연금
  - 국민연금(퇴직연금 포함)
- 젖은 낙엽(누레오치바, ja:濡れ落ち葉)
- 이혼
  - 황혼이혼

## 참조
1. ↑  김병규 (2016년 6월 11일). “저출산·고령화에 일할사람 없다…日서 정년 65세 연장론 '모락'”. 《연합뉴스》. 2017년 6월 11일에 확인함.